# 上市川ダム
上市川ダム（かみいちがわダム）は、富山県中新川郡上市町、二級河川・上市川本流上流部に建設されたダムである。旧名は釈泉寺ダム（しゃくせんじダム）。

## 概要
上流にある上市川第二ダムと同様、上市川の洪水調節や流水の正常な機能の維持および発電を目的として建設された。なお、管理については、上市川第二ダムと同様上市川ダム管理事務所が行っている。
上市川から取水した水で、上市川第一発電所が水力発電を行っている。

## 沿革
1959年に事業着手、1961年12月に着工し、1962年10月1日に定礎式を挙行、1964年2月20日より湛水を開始し（同年2月28日までに貯水）、同日にダムの完成式を挙行の上、同年2月28日から上市川第一発電所が調整運転を開始し、4月1日に営業運転を開始、同年8月に竣工、同年10月30日に発電所と纏めて完成式を挙行した。
1965年5月28日には、ダム建設に尽力した富山県議員松岡重三の銅像の除幕式が行われた。銅像はダム下流側で、上市川下流を一望出来る高台に建立された。

## 周辺
- 富山県道67号宇奈月大沢野線
- 富山県道154号西種極楽寺線

## 参考リンク
- 『上市川ダム ［富山県］（かみいちがわ） ［旧名］釈泉寺ダム（しゃくせんじ）（ダム便覧2021）』（日本ダム協会、2022年5月11日閲覧）
- 富山県上市川ダム管理事務所（富山県）